# Riyad Mahrez
Riyad Mahrez (Sarcelles, Francuska; 21. veljače 1991.) je alžirski nogometaš koji igra kao krilo za saudijski Al-Ahli i alžirsku nogometnu reprezentaciju.
Počeo je karijeru u AAS Sarcellesu s 13 godina. Počeo se profesionalno baviti nogometom 2009. godine kada je prešao u Quimper, gdje je igrao samo jednu sezonu. Mahrez 2010. godine prelazi u Le Havre II, B selekciju Le Havrea. 2011. postaje regularni prvotimac Le Havrea te 2014. prelazi u Leicester City koji je tada igrao u Championshipu.
S Leicester Cityem 2013/14 osvaja Championship te klub prelazi u Premier Ligu. Sezone 2015/16 Leicester City radi čudo te osvaja ligu nakon što su promovirani u ligu tek prošle sezone. Leicester City tako postaje šesti klub koji je osvojio Premier Ligu. U Leicester Cityu ostaje do ljeta 2018. godine kada za 50 mil £ prelazi u Manchester City.